# Anthenea regalis
Anthenea regalis är en sjöstjärneart som beskrevs av Jean Baptiste François René Koehler 1910. Anthenea regalis ingår i släktet Anthenea och familjen Oreasteridae. Inga underarter finns listade i Catalogue of Life.